# Art O'Connor
Arthur James Kickham O'Connor (18 mai 1888-10 mai 1950) est un homme politique, avocat et juge irlandais.

## Jeunesse
Il est né en 1888, deuxième fils d'Arthur O'Connor d'Elm Hall, Celbridge, comté de Kildare (1834-1907) et de sa seconde épouse Elizabeth Saul. Il fait ses études au Blackrock College, dans le comté de Dublin. Il obtient la dispense qui est alors requise par les catholiques pour étudier l'ingénierie au Trinity College de Dublin, alors presque exclusivement protestant, dont il est diplômé en 1911.

## Politique
O'Connor est élu député du Sinn Féin pour Kildare Sud aux élections générales de 1918. En janvier 1919, les députés du Sinn Féin, élus aux élections de Westminster de 1918, refusent de reconnaître le Parlement du Royaume-Uni et se réunissent à la place en un parlement révolutionnaire monocaméral appelé Dáil Éireann. Au 1er Dáil, il est nommé directeur suppléant de l'agriculture en l'absence de Robert Barton. Au 2e Dáil, il occupe le poste de ministre de l'Agriculture du 26 août 1921 au 9 janvier 1922. O'Connor s'oppose ensuite au traité anglo-irlandais et rejoint le camp républicain. En mars 1926, O'Connor devient président titulaire de la République lors de la démission d'Éamon de Valera. Il démissionne plus tard de la présidence en 1927. Il perd son siège au Dáil aux élections générales de 1923 et ne parvient pas à être élu candidat du Sinn Féin en 1927.

## Fin de carrière
Il prend sa retraite de la politique, retourne au Trinity College de Dublin pour étudier le droit, après avoir obtenu son diplôme en droit, il est admis au barreau, puis nommé avocat principal, avant d'être finalement nommé juge de circuit pour la ville de Cork.
Il ne s'est jamais marié et est décédé subitement dans sa maison familiale, Elm Hall, en 1950 et est enterré au cimetière Donacomper, Celbridge. Ses frères sont également impliqués dans le mouvement républicain irlandais et sa sœur Fanny est membre de Cumann na mBan.